# Arsk
Arsk (Russisch: Арск; Tataars: Арча/Arça) is een stad in de Russische republiek Tatarije. Arsk is pas vrij recentelijk (in 2008) uitgeroepen tot stad en is daarmee een van de jongste steden in Tatarije.

## Bevolking
In 2010 telde Arsk 18.114 inwoners, een aantal dat sinds 1926 (2.600 inwoners) continu is gestegen.
| Bevolkingsontwikkeling van Arsk tussen 1926 en 2021           |
| ------------------------------------------------------------- |
|                                                               |
| ■ Sovjetvolkstellingen ■ Russische volkstellingen ■ Schatting |

De Wolga-Tataren vormden in 2010 met bijna 90% van de bevolking de grootste bevolkingsgroep in Arsk. Hun aandeel is sinds 1989 continu toegenomen. Daarentegen is het aandeel Russen in de bevolking geslonken van 15% in 1989 naar minder dan 10% in 2010.
| Jaar | Wolga-Tataren (%) | Russen (%) |  |
| ---- | ----------------- | ---------- |  |
| 1989 | 83,7%             | 15,0%      |  |
| 2002 | 88,2%             | 10,7%      |  |
| 2010 | 89,4%             | 9,6%       |  |

Bestuurlijk centrum: Kazan

Agryz · Almetjevsk · Aznakajevo · Bavly · Boegoelma · Boeinsk · Bolgar · Jelaboega · Laisjevo · Leninogorsk · Mamadysj · Mendelejevsk · Menzelinsk · Naberezjnye Tsjelny · Nizjnekamsk · Noerlat · Tetjoesji · Tsjistopol · Zainsk · Zelenodolsk